# アルノルト・クルーク

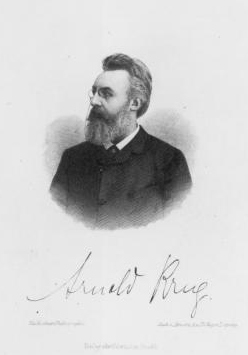
アルノルト・クルーク

アルノルト・クルーク（Arnold Krug, 1849年10月16日 - 1904年8月4日）はドイツのピアニスト・作曲家・音楽教育者。

## 経歴
音楽教師で作曲家のディーデリヒ・クルーク（Diederich Krug, 1821年 - 1880年）を父親にハンブルクに生まれ、父親の手解きでピアノを学んだ。さらにハンブルク＝アルトナに在住の作曲家・音楽理論家・オルガン教師のコルネリウス・グルリットに作曲法と指揮法の分野で指導を受けた。1868年から1870年までライプツィヒ音楽院に在籍し、カール・ライネッケの指導のもとで特にピアノを学んだ。1869年にはフランクフルト・アム・マインのモーツァルト財団より奨学金を獲得。ベルリンに移り、作曲・ピアノ教師のフリードリヒ・キールに入門し、シュテルン音楽院のピアノ教授エドゥアルト・フランクにもさらなる指導を受けた。
1872年から1879年までシュテルン音楽院にピアノ教師として勤めたのち、1877年に1年間イタリアとフランスに遊学。1878年5月30日にローマのサンタ・チェチーリア国立アカデミア作曲科を修了し、作曲教師 (Maestri compositore) に任命された。1879年に音楽教授としてハンブルクに帰郷。1881年にアルノルト・クルーク合唱協会を設立し、1888年まで指揮者や監督を務めた。次いで1885年10月には、ハンブルク・ベルヌート音楽院 (Bernuth'schen Konservatorium in Hamburg) 作曲科の教員となり、同じく1885年には、ジョン・ボイエの後任として10年間にわたってアルトナ声楽協会の監督を引き受けた。1898年には、ハンブルクのハウプト教会において、旧師コルネリウス・グルリットのオラトリオ Die Sündflut の初演を指揮した。
1881年にヘンリエッテ・ゼースターと結婚したが、1885年に35歳で先立たれ、この結婚では子宝に恵まれなかった。1894年にフランツィスカ・マイヤーフェルトと再婚して、1895年に長男ヴェルナーが、1896年には長女リリーエが生まれた。
1904年にハンブルク・エッペンドルフの病院にて死去。享年54。

### 栄誉
- 1877年：マイヤベーア奨学金より作曲賞を受賞。
- 1879年：ヴュルテンベルク国王より「学問・芸術金メダル」を授与される。
- 1896年：《弦楽六重奏曲》作品68に対して、ドレスデン音楽院よりアルフレート・シュテルツナー賞を受賞。
- 1902年：ハンブルクにて「作曲教授」の肩書を取得。

## 主要作品一覧
- 交響曲 第1番 ロ短調（1866年作曲、未出版）
- 交響曲 第2番 ハ長調 作品9（1876年作曲、ハンブルクのThiemer社より出版）
- 悲劇的序曲 Tragödienouvertüre（未出版）
- 演奏会用交響的序曲《ニーベルンゲンの神話》Symphonische Konzert-Ouverture zur Nibelungensage（未出版）
- シェイクスピアの『オテロ』への交響的序幕 Symphonischer Prolog zu Shakespeares Othello 作品27（ライプツィヒのForberg社より出版）
- 牢獄のグレートヒェン Gretchen im Kerker
- 管弦楽組曲《徒弟時代から》Orchestersuite Aus der Wanderzeit
- 管弦楽のための《ローマ舞曲》Romanische Tänze für Orchester
- 恋愛小説 Liebesnovelle 作品14
- ヴァイオリンと弦楽オーケストラのための《イタリア旅行の素描》Italienische Reiseskizzen für Violine und Streichorchester 作品12
- 弦楽六重奏曲 ニ長調 Streichsextett D Dur 作品68（ヴィオロッタという楽器を採用）
- 混声五部合唱のための《詩篇 第130番》Psalm 130 für 5-stimmigen gemischten Chor[1]

## 註記
1. ↑  http://www.sibeliusmusic.com/cgi-bin/show_score.pl?scoreid=62645&storeid=9720